# MKB-10 poglavlje IX: Bolesti cirkulacijskog (krvožilnog) sustava

## (I00-I99) - Bolesti cirkulacijskog (krvožilnog) sustava

### (I00-I02) - Akutna reumatska groznica
- I00 Reumatska groznica bez napomene o srčanoj bolesti
  - I00.0 Reumatska groznica bez napomene o srčanoj bolesti
  - I01 Reumatska groznica sa srčanom bolesti
  - I01.0 Akutni reumatski perikarditis
  - I01.1 Akutni reumatski endokarditis
  - I01.2 Akutni reumatski miokarditis
  - I01.8 Druga akutna reumatska bolest srca
  - I01.9 Akutna reumatska bolest srca, nespecificirana

- I02 Reumatska koreja
  - I02.0 Reumatska koreja sa srčanom bolesti
  - I02.9 Reumatska koreja bez srčane bolesti

### (I05-I09) - Kronične reumatske bolesti srca
- I05 Reumatske bolesti mitralne valvule
  - I05.0 Mitralna stenoza
  - I05.1 Reumatska mitralna insuficijencija
  - I05.2 Mitralna stenoza s insuficijencijom
  - I05.8 Ostale bolesti mitralne valvule
  - I05.9 Bolest mitralne valvule, nespecificirana

- I06 Reumatske bolesti aortne valvule
  - I06.0 Reumatska aortna stenoza
  - I06.1 Reumatska aortna insuficijencija
  - I06.2 Reumatska aortna stenoza s insuficijencijom
  - I06.8 Ostale reumatske bolesti aortne valvule
  - I06.9 Reumatska bolest aortne valvule, nespecificirana

- I07 Reumatske bolesti trikuspidalne valvule
  - I07.0 Trikuspidalna stenoza
  - I07.1 Trikuspidalna insuficijencija
  - I07.2 Trikuspidalna stenoza s insuficijencijom
  - I07.8 Ostale bolesti trikuspidalne valvule
  - I07.9 Bolest trikuspidalne valvule, nespecificirana

- I08 Višestruke valvularne bolesti
  - I08.0 Poremećaji i mitralnih i aortnih valvula
  - I08.1 Zahvaćanje obiju, i mitralne i trikuspidalne valvule
  - I08.2 Zahvaćanje obiju, i aortne i trikuspidalne valvule
  - I08.3 Udruženi poremećaji mitralne, aortne i trikuspidalne valvule
  - I08.8 Ostali višestruki valvularni poremećaji
  - I08.9 Višestruk valvularni poremećaj, nespecificiran

- I09 Ostale reumatske bolesti srca
  - I09.0 Reumatski miokarditis
  - I09.1 Reumatske bolesti endokarda, valvula nespecificirana
  - I09.2 Kronični reumatski perikarditis
  - I09.8 Ostale specificirane reumatske bolesti srca
  - I09.9 Reumatska bolest srca, nespecificirana

### (I10-I15) - Hipertenzivne bolesti
- I10 Esencijalna (primarna) hipertenzija
  - I10.0 Esencijalna (primarna) hipertenzija

- I11 Hipertenzivna bolest srca
  - I11.0 Hipertenzivna srčana bolest s kongestivnim slabljenjem srca
  - I11.9 Hipertenzivna srčana bolest bez kongestivnog slabljenja srca

- I12 Hipertenzivna bolest bubrega
  - I12.0 Hipertenzivna renalna bolest s oštećenjem bubrega
  - I12.9 Hipertenzivna renalna bolest bez oštećenja bubrega

- I13 Hipertenzivna bolest srca i bubrega
  - I13.0 Hipertenzivna bolest srca i bubrežna bolest s kongestivnim srčanim slabljenjem
  - I13.1 Hipertenzivna bolest srca i bubrežna bolest s oštećenjem bubrega
  - I13.2 Hipertenzivna bolest srca i bubrežna bolest s kongestivnim srčanim slabljenjem i oštećenjem bubrega
  - I13.9 Hipertenzivna bolest srca i bubrežna bolest, nespecificirana

- I15 Sekundarna hipertenzija
  - I15.0 Renovaskularna hipertenzija
  - I15.1 Sekundarna hipertenzija zbog drugih bubrežnih bolesti
  - I15.2 Sekundarna hipertenzija zbog endokrinih bolesti
  - I15.8 Druga sekundarna hipertenzija
  - I15.9 Sekundarna hipertenzija, nespecificirana

### (I20-I25) - Ishemične bolesti srca
- I20 Angina pektoris
  - I20.0 Nestabilna angina
  - I20.1 Angina pektoris s dokazanim spazmom
  - I20.8 Ostali oblici agnine pektoris
  - I20.9 Angina pektoris, nespecificirana

- I21 Akutni infarkt miokarda
  - I21.0 Akutni transmuralni infarkt prednje stijenke miokarda
  - I21.1 Akutni transmuralni infarkt donje stijenke miokarda
  - I21.2 Akutni transmuralni infarkt miokarda ostalih lokalizacija
  - I21.3 Akutni transmuralni infarkt miokarda nespecificirane lokalizacije
  - I21.4 Akutni subendokardijalni infarkt miokarda
  - I21.9 Akutni infarkt miokarda, nespecificirani

- I22 Ponovljeni infarkt miokarda
  - I22.0 Ponovljeni infarkt prednje stijenke miokarda
  - I22.1 Ponovljeni infarkt donje stijenke miokarda
  - I22.8 Ponovljeni infarkt miokarda ostalih lokalizacija
  - I22.9 Ponovljeni infarkt miokarda nespecificirane lokalizacije

- I23 Komplikacije nakon akutnog infarkta miokarda
  - I23.0 Hemoperikard nastao kao komplikacija nakon akutnog infarkta miokarda
  - I23.1 Atrijalni septalni defekt nastao kao komplikacija nakon akutnog infarkta miokarda
  - I23.2 Ventrikularni septalni defekt nastao kao komplikacija nakon akutnog infarkta miokarda
  - I23.3 Ruptura srčane stijenke bez hemoperikarda nastala kao komplikacija nakon akutnog infarkta miokarda
  - I23.4 Ruptura korde tendineje nastala kao komplikacija nakon akutnog infarkta miokarda
  - I23.5 Ruptura papilarnog mišića nastala kao komplikacija nakon akutnog infarkta miokarda
  - I23.6 Tromboza atrija, aurikule atrija i ventrikula nastala kao komplikacija nakon akutnog infarkta miokarda
  - I23.8 Ostale komplikacije nastale nakon akutnog infarkta miokarda

- I24 Ostale akutne ishemične bolesti srca
  - I24.0 Koronarna tromboza nakon koje nije nastao infarkt miokarda
  - I24.1 Dresslerov sindrom
  - I24.8 Ostali oblici akutne ishemične bolesti srca
  - I24.9 Akutna ishemična bolest srca, nespecificirana

- I25 Kronična ishemična bolest srca
  - I25.0 Aterosklerotska kardiovaskularna bolest, tako opisana
  - I25.1 Aterosklerotska bolest srca
  - I25.2 Stari infarkt miokarda
  - I25.3 Aneurizma srca
  - I25.4 Aneurizma koronarne arterije
  - I25.5 Ishemična kardiomiopatija
  - I25.6 Asimptomatska ishemija miokarda
  - I25.8 Ostali oblici kronične ishemične bolesti srca
  - I25.9 Kronična ishemična bolest srca, nespecificirana

### (I26-I28) - Plućne bolesti srca i bolesti plućnih krvnih žila
- I26 Plućna embolija
  - I26.0 Plućna embolija uz spominjanje akutnoga plućnog srca
  - I26.9 Plućna embolija bez spominjanja akutnoga plućnog srca

- I27 Ostale plućne bolesti srca
  - I27.0 Primarna plućna hipertenzija
  - I27.1 Kifoskoliotična bolest srca
  - I27.8 Ostale specificirane plućne bolesti srca
  - I27.9 Plućna bolest srca, nespecificirana

- I28 Ostale bolesti plućnih krvnih žila
  - I28.0 Arterio-venska fistula plućnih krvnih žila
  - I28.1 Aneurizma plućne arterije
  - I28.8 Ostale specificirane bolesti plućnih krvnih žila
  - I28.9 Bolest plućnih krvnih žila, nespecificirana

### (I30-I52) - Ostali oblici bolesti srca

#### (I30-I32) - Perikard
- I30 Akutni perikarditis
  - I30.0 Akutni nespecifični idiopatski perikarditis
  - I30.1 Infektivni prikarditis
  - I30.8 Ostali oblici akutnog perikarditisa
  - I30.9 Akutni prikarditis,nespecificirani

- I31 Ostale bolesti perikarda
  - I31.0 Kronični adhezivni perikarditis
  - I31.1 Kronični konstriktivni perikarditis
  - I31.2 Hemoperikard, nesvrstan drugamo
  - I31.3 Perikardni izljev (neupalni)
  - I31.8 Ostale specificirane bolesti perikarda
  - I31.9 Bolest perikarda, nespecificirana

- I32* Perikarditis u bolestima svrstanim drugamo
  - I32.0* Perikarditis u bakterijskim bolestima svrstanim drugamo
  - I32.1* Perikarditis u ostalim zaraznim i parazitarnim bolestima svrstanim drugamo
  - I32.8* Perikarditis u ostalim bolestima svrstanim drugamo

#### (I33-I39) - Endokard (uključujući valvule)
- I33 Akutni i subakutni endokarditis
  - I33.0 Akutni i subakutni infektivni endokarditis
  - I33.9 Akutni endokarditis, nespecificirani

- I34 Nereumatske bolesti mitralne valvule
  - I34.0 Mitralna (valvule) insuficijencija
  - I34.1 Prolaps mitralne valvule
  - I34.2 Nereumatska mitralna (valvule) stenoza
  - I34.8 Ostale nereumatske bolesti mitralne valvule
  - I34.9 Nereumatska bolest mitralne valvule, nespecificirana

- I35 Nereumatske bolesti aortne valvule
  - I35.0 Aortna (valvule) stenoza
  - I35.1 Aortna (valvule) insuficijencija
  - I35.2 Aortna (valvule) stenoza s insuficijencijom
  - I35.8 Ostale bolesti aortne valvule
  - I35.9 Bolest aortne valvule, nespecificirana

- I36 Nereumatske bolesti trikuspidalne valvule
  - I36.0 Nereumatska trikuspidalna (valvule) stenoza
  - I36.1 Nereumatska trikuspidalna (valvule) insuficijencija
  - I36.2 Nereumatska trikuspidalna (valvule) stenoza s insuficijencijom
  - I36.8 Ostale nereumatske bolesti trikuspidalne valvule
  - I36.9 Nereumatska bolest trikuspidalne valvule, nespecificirana

- I37 Bolesti pulmonalne valvule
  - I37.0 Stenoza pulmonalne valvule
  - I37.1 Insuficijencija pulmonalne valvule
  - I37.2 Stenoza pulmonalne valvule s insuficijencijom
  - I37.8 Ostale bolesti pulmonalne valvule
  - I37.9 Bolest pulmonalne valvule, nespecificirana

- I38 Endokarditis, valvula nespecificirana
  - I38.0 Endokarditis, valvula nespecificirana

- I39* Endokarditis i bolesti srčanih valvula u bolestima svrstanim drugamo
  - I39.0* Bolesti mitralne valvule u bolestima svrstanim drugamo
  - I39.1* Bolesti aortne valvule u bolestima svrstanim drugamo
  - I39.2* Bolesti trikuspidalne valvule u bolestima svrstanim drugamo
  - I39.3* Bolesti pulmonalne valvule u bolestima svrstanim drugamo
  - I39.4* Bolesti više valvula u bolestima svrstanim drugamo
  - I39.8* Endokarditis nespecificirane valvule u bolestima svrstanim drugamo

#### (I40-I43) - Miokard / kardiomiopatija
- I40 Akutni miokarditis
  - I40.0 Infektivni miokarditis
  - I40.1 Izolirani miokarditis
  - I40.8 Drugi akutni miokarditis
  - I40.9 Akutni miokarditis, nespecificirani

- I41* Miokarditis u bolestima svrstanim drugamo
  - I41.0* Miokarditis u bakterijskim bolestima svrstanim drugamo
  - I41.1* Miokarditis u virusnim bolestima svrstanim drugamo
  - I41.2* Miokarditis u ostalim zaraznim i parazitarnim bolestima svrstanim drugamo
  - I41.8* Miokarditis u ostalim bolestima svrstanim drugamo

- I42 Kardiomiopatija
  - I42.0 Dilatacijska kardiomiopatija
  - I42.1 Opstruktivna hipertrofična kardiomiopatija
  - I42.2 Druga hipertrofična kardiomiopatija
  - I42.3 Endomiokardijalna (eozinofilna) bolest
  - I42.4 Endokardijalna fibroelastoza
  - I42.5 Druga restriktivna kardiomiopatija
  - I42.6 Alkoholna kardiomiopatija
  - I42.7 Kardiomiopatija nastala zbog lijekova i ostalih vanjskih uzroka
  - I42.8 Ostale kardiomiopatije
  - I42.9 Kardiomiopatija, nespecificirana

- I43* Kardiomiopatija kod bolesti svrstanih drugamo
  - I43.0* Kardiomiopatija kod zaraznih i parazitarnih bolesti svrstanih drugamo
  - I43.1* Kardiomiopatija kod bolesti metabolizma
  - I43.2* Kardiomiopatija u nutritivnim bolestima
  - I43.8* Kardiomiopatija u ostalim bolestima svrstanim drugamo

#### (I44-I49) - Sustav električnog provođenja srca
- I44 Atrioventrikularni blok i blok lijeve grane
  - I44.0 Atrioventrikularni blok, prvi stupanj
  - I44.1 Atrioventrikularni blok, drugi stupanj
  - I44.2 Atrioventrikularni blok, kompletni
  - I44.3 Drugi i nespecificirani atrioventrikularni blok
  - I44.4 Prednji lijevi fascikularni blok
  - I44.5 Stražnji lijevi fascikularni blok
  - I44.6 Drugi i nespecificirani fascikularni blok
  - I44.7 Blok lijeve grane, nespecificiran

- I45 Ostali poremećaji provođenja
  - I45.0 Blok desne grane
  - I45.1 Drugi i nespecificirani blok desne grane
  - I45.2 Bifascikularni blok
  - I45.3 Trifascikularni blok
  - I45.4 Nespecifični intraventrikularni blok
  - I45.5 Drugi i specificirani blok srca
  - I45.6 Sindrom preekscitacije
  - I45.8 Ostali specificirani poremećaji provo|enja
  - I45.9 Poremećaj provo|enja, nespecificiran

- I46 Arest srca
  - I46.0 Srčani arest s uspješnim oživljavanjem
  - I46.1 Iznenadna srčana smrt, tako opisana
  - I46.9 Srčani arest, nespecificiran

- I47 Paroksizmalna tahikardija
  - I47.0 Kružna (re-entry) ventrikularna aritmija
  - I47.1 Supraventrikularna tahikardija
  - I47.2 Ventrikularna tahikardija
  - I47.9 Paroksizmalna tahikardija, nespecificirana

- I48 Fibrilacija atrija i undulacija
  - I48.0 Fibrilacija atrija i undulacija

- I49 Ostale srčane aritmije
  - I49.0 Ventrikularna fibrilacija i undulacija
  - I49.1 Atrijalna preuranjena depolarizacija
  - I49.2 Junkcionalna preuranjena depolarizacija
  - I49.3 Ventrikularna preuranjena depolarizacija
  - I49.4 Druga i nespecificirana preuranjena depolarizacija
  - I49.5 Sindrom bolesnoga sinusnog čvora (Sick-sinus)
  - I49.8 Ostale specificirane srčane aritmije
  - I49.9 Srčana aritmija, nespecificirana

#### (I50-I52) - Ostalo
- I50 Insuficijencija srca
  - I50.0 Kongestivna insuficijencija srca
  - I50.1 Insuficijencija lijevog ventrikula
  - I50.9 Insuficijencija srca, nespecificirana

- I51 Komplikacije i nedovoljno definirani opisi srčane bolesti
  - I51.0 Defekt septuma srca, stečeni
  - I51.1 Ruptura korde tendineje, nesvrstana drugamo
  - I51.2 Ruptura papilarnog mišića, nesvrstana drugamo
  - I51.3 Intrakardijalna tromboza, nesvrstana drugamo
  - I51.4 Miokarditis, nespecificirani
  - I51.5 Degeneracija miokarda
  - I51.6 Kardiovaskularna bolest, nespecificirana
  - I51.7 Kardiomegalija
  - I51.8 Ostale nedovoljno definirane srčane bolesti
  - I51.9 Srčana bolest, nespecificirana

- I52* Ostale srčane bolesti u bolestima svrstanim drugamo
  - I52.0* Ostale srčane bolesti kod bakterijskih bolesti svrstanih drugamo
  - I52.1* Ostale srčane bolesti u drugim zaraznim i parazitarnim bolestima svrstanim drugamo
  - I52.8* Ostale srčane bolesti u ostalim bolestima svrstanim drugamo

### (I60-I69) - Cerebrovaskularne bolesti
- I60 Subarahnoidalno krvarenje
  - I60.0 Subaahnoidalno krvarenje iz "sifona" i bifurkacije karotide
  - I60.1 Subarahnoidalno krvarenje iz arterije cerebri medije
  - I60.2 Subarahnoidalno krvarenje iz prednje arterije komunikans
  - I60.3 Subarahnoidalno krvarenje iz stražnje arterije komunikans
  - I60.4 Subrarahnoidalno krvarenje iz bizilarne arterije
  - I60.5 Subarahnoidalno krvarenje iz vertebralne arterije
  - I60.6 Subarahnoidalno krvarenje iz ostalih intrakranijalnih arterija
  - I60.7 Subarahnidalno krvarenje iz intrakranijalne arterije, nespecificirano
  - I60.8 Ostala subarahnoidalna krvarenja
  - I60.9 Subrahnoidalno krvarenje, nespecificirano

- I61 Intracerebralno krvarenje
  - I61.0 Intracerebralno krvarenje u hemisferi, subkortikalno
  - I61.1 Intracerebralno krvarenje u hemisferi, kortikalno
  - I61.2 Intracerebralno krvarenje u hemisferi, nespecificirano
  - I61.3 Intracerebralno krvarenje u moždanom deblu
  - I61.4 Intracerebralno krvarenje u malom mozgu
  - I61.5 Intracerebralno krvarenje, intraventrikularno
  - I61.6 Intracerebralno krvarenje, s više lokalizacija
  - I61.8 Drugo intracerebralno krvarenje
  - I61.9 Intracerebralno krvarenje, nespecificirano

- I62 Ostala netraumatska intrakranijalna krvarenja
  - I62.0 Subduralno krvarenje (akutno) (netraumatsko)
  - I62.1 Netraumatsko ekstraduralno krvarenje
  - I62.9 Intrakranijalno krvarenje (netraumatsko), nespecificirano

- I63 Cerebralni infarkt
  - I63.0 Cerebralni infarkt zbog tromboze ekstracerebralnih arterija
  - I63.1 Cerebralni infarkt zbog embolije ekstracerebralnih arterija
  - I63.2 Cerebralni infarkt zbog nespecificirane okluzije ili stenoze ekstracerebralnih arterija
  - I63.3 Cerebralni infarkt zbog tromboze cerebralnih arterija
  - I63.4 Cerebralni infarkt zbog embolije cerebralnih arterija
  - I63.5 Cerebralni infarkt zbog nespecificirane okluzije ili stenoze cerebralnih arterija
  - I63.6 Cerebralni infarkt zbog cerebralne venske tromboze, aseptični
  - I63.8 Drugi cerebralni infarkt
  - I63.9 Cerebralni infarkt, nespecificiran

- I64 Inzult, nespecificiran kao krvarenje ili infarkt
  - I64.0 Inzult, nespecificiran kao krvarenje ili infarkt

- I65 Okluzija i stenoza ekstracerebralnih arterija koje nisu uzrokovale cerebralni infarkt
  - I65.0 Okluzija i stenoza vertebralne arterije
  - I65.1 Okluzija i stenoza bazilarne arterije
  - I65.2 Okluzija i stenoza karotidne arterije
  - I65.3 Okluzija i stenoza više ekstracerebralnih, kao i bilateralnih ekstracerebralnih arterija
  - I65.8 Okluzija i stenoza druge ekstracerebralne arterije
  - I65.9 Okluzija i stenoza nespecificirane ekstracerebralne arterije

- I66 Okluzija i stenoza cerebralnih arterija koje nisu uzrokovale cerebralni infarkt
  - I66.0 Okluzija i stenoza srednje cerebralne arterije
  - I66.1 Okluzija i stenoza prednje cerebralne arterije
  - I66.2 Okluzija i stenoza stražnje cerebralne arterije
  - I66.3 Okluzija i stenoza cerebelarnih arterija
  - I66.4 Okluzija i stenoza više cerebralnih, kao i bilateralnih cerebralnih arterija
  - I66.8 Okluzija i stenoza druge cerebralne arterije
  - I66.9 Okluzija i stenoza nespecificirane cerebralne arterije

- I67 Ostale cerebrovaskularne bolesti
  - I67.0 Disekcija cerebralnih arterija, nerupturirana
  - I67.1 Cerebralna aneurizma, nerupturirana
  - I67.2 Cerebralna ateroskleroza
  - I67.3 Progresivna vaskularna leukoencefalopatija
  - I67.4 Hipertenzivna encefalopatija
  - I67.5 Moyamoya bolest
  - I67.6 Aseptična tromboza intrakranijalnoga venskog sustava
  - I67.7 Cerebralni arteritis, nesvrstan drugamo
  - I67.8 Ostale specificirane cerebrovaskularne bolesti
  - I67.9 Cerebrovaskularna bolest, nespecificirana

- I68* Cerebrovasklarni poremećaji u bolestima svrstanim drugamo
  - I68.0* Cerebralna amiloidna angiopatija (E85.-)
  - I68.1* Cerebralni arteritis kod zaraznih i parazitarnih bolesti svrstanih drugamo
  - I68.2* Cerebralni arteritis kod ostalih bolesti svrstanih drugamo
  - I68.8* Ostali cerebrovaskularni poremećaji u bolestima svrstanim drugamo

- I69 Posljedice cerebrovaskularnih bolesti
  - I69.0 Posljedice subarahnoidalnoga krvarenja
  - I69.1 Posljedice intracerebralnoga krvarenja
  - I69.2 Posljedice ostalih netraumatskih intrakranijalnih krvarenja
  - I69.3 Posljedice cerebralnog infarkta
  - I69.4 Posljedice inzulta, nespecificiranog kao krvarenje ili infarkt
  - I69.8 Posljedice ostalih i nespecificiranih cerebrovaskularnih bolesti

### (I70-I79) - Bolesti arterija, arteriola i kapilara
- I70 Ateroskleroza
  - I70.0 Ateroskleroza aorte
  - I70.1 Ateroskleroza bubrežne arterije
  - I70.2 Ateroskleroza arterija udova
  - I70.8 Ateroskleroza ostalih arterija
  - I70.9 Generalizirana i nespecificirana ateroskleroza

- I71 Aneurizma i disekcija aorte
  - I71.0 Disekcija aorte (bilo kojeg dijela)
  - I71.1 Aneurizma torakalne aorte, rupturirana
  - I71.2 Aneurizma torakalne aorte, bez napomene o rupturi
  - I71.3 Aneurizma abdominalne aorte, rupturirana
  - I71.4 Aneurizma abdominalne aorte, bez napomene o rupturi
  - I71.5 Aneurizma torakoabdominalne aorte, rupturirana
  - I71.6 Aneurizma torakoabdominalne aorte, bez napomene o rupturi
  - I71.8 Aneurizma aorte nespecificirane lokalizacije, rupturirana
  - I71.9 Aneurizma aorte nespecificirane lokalizacije, bez napomene o rupturi

- I72 Ostale aneurizme
  - I72.0 Aneurizma karotidne arterije
  - I72.1 Aneurizma arterije ruke
  - I72.2 Aneurizma bubrežne arterije
  - I72.3 Aneurizma ilijačne arterije
  - I72.4 Aneurizma arterije noge
  - I72.8 Aneurizma ostalih specificiranih arterija
  - I72.9 Aneurizma nespecificirane lokalizacije
  - I73 Ostale bolesti perifernih krvnih žila

- I73.0 Raynaudov sindrom
  - I73.1 Thrombangiitis obliterans (Brger)
  - I73.8 Ostale specificirane bolesti perifernih krvnih žila
  - I73.9 Bolesti perifernih krvnih žila, nespecificirane

- I74 Embolija i tromboza arterija
  - I74.0 Embolija i tromboza abdominalne aorte
  - I74.1 Embolija i tromboza ostalih i nespecificiranih dijelova aorte
  - I74.2 Embolija i tromboza arterija ruke
  - I74.3 Embolija i tromboza arterija noge
  - I74.4 Embolija i tromboza arterija udova, nespecificirana
  - I74.5 Embolija i tromboza ilijačne arterije
  - I74.8 Embolija i tromboza ostalih arterija
  - I74.9 Embolija i tromboza nespecificiranih arterija

- I77 Ostale bolesti arterija i arteriola
  - I77.0 Arterio-venska fistula, stečena
  - I77.1 Striktura arterije
  - I77.2 Ruptura arterije
  - I77.3 Fibromuskularna displazija arterije
  - I77.4 Kompresivni sindrom celijačne arterije
  - I77.5 Nekroza arterije
  - I77.6 Arteritis, nespecificirani
  - I77.8 Ostale specificirane bolesti arterija i arteriola
  - I77.9 Bolest arterija i arteriola, nespecificirana

- I78 Bolesti kapilara
  - I78.0 Hereditarna hemoragijska teleangiektazija
  - I78.1 Nevus, neneoplastični
  - I78.8 Ostale bolesti kapilara
  - I78.9 Bolest kapilara, nespecificirana

- I79* Bolesti arterija, arteriola i kapilara kod bolesti svrstanih drugamo
  - I79.0* Aneurizma aorte kod bolesti svrstanih drugamo
  - I79.1* Aortitis kod bolesti svrstanih drugamo
  - I79.2* Periferna angiopatija kod bolesti svrstanih drugamo
  - I79.8* Ostale bolesti arterija, arteriola i kapilara kod bolesti svrstanih drugamo

### (I80-I89) - Bolesti vena, limfnih žila i limfnih čvorova, neklasificirane drugdje
- I80 Flebitis i tromboflebitis
  - I80.0 Flebitis i tromboflebitis površinskih krvnih žila nogu
  - I80.1 Flebitis i tromboflebitis femoralne vene
  - I80.2 Flebitis i tromboflebitis ostalih dubokih krvnih žila nogu
  - I80.3 Flebitis i tromboflebitis nogu, nespecificirani
  - I80.8 Flebitis i tromboflebitis ostalih lokalizacija
  - I80.9 Flebitis i tromboflebitis nespecificirane lokalizacije

- I81 Tromboza vene porte
  - I81.0 Tromboza vene porte

- I82 Ostale embolije i tromboze vena
  - I82.0 Budd-Chiarijev sindrom
  - I82.1 Thrombophlebitis migrans
  - I82.2 Embolija i tromboza šuplje vene (v. cava)
  - I82.3 Embolija i tromboza bubrežne vene
  - I82.8 Embolija i tromboza ostalih specificiranih vena
  - I82.9 Embolija i tromboza nespecificirane vene

- I83 Varikozne vene nogu
  - I83.0 Varikozne vene nogu s ulkusom
  - I83.1 Varikozne vene nogu s upalom
  - I83.2 Varikozne vene nogu s ulkusom i upalom
  - I83.9 Varikozne vene nogu bez ulkusa ili upale

- I84 Hemoroidi
  - I84.0 Unutrašnji hemoroidi, trombozirani
  - I84.1 Unutrašnji hemoroidi s ostalim komplikacijama
  - I84.2 Unutrašnji hemoroidi bez komplikacija
  - I84.3 Vanjski hemoroidi, trombozirani
  - I84.4 Vanjski hemoroidi s ostalim komplikacijama
  - I84.5 Vanjski hemoroidi bez komplikacija
  - I84.6 Fibrozne resice nakon izlječenja hemoroida
  - I84.7 Nespecificirani hemoroidi, trombozirani
  - I84.8 Nespecificirani hemoroidi s ostalim komplikacijama
  - I84.9 Nespecificirani hemoroidi bez komplikacija

- I85 Varikoziteti jednjaka
  - I85.0 Varikoziteti jednjaka s krvarenjem
  - I85.9 Varikoziteti jednjaka bez krvarenja

- I86 Varikozne vene ostalih lokalizacija
  - I86.0 Sublingvalni varikoziteti
  - I86.1 Varikoziteti skrotuma
  - I86.2 Varikoziteti zdjelice
  - I86.3 Varikoziteti stidnice
  - I86.4 Varikoziteti želuca
  - I86.8 Varikoziteti vena ostalih specificiranih mjesta

- I87 Ostale venske bolesti
  - I87.0 Postflebitični sindrom
  - I87.1 Kompresija vene
  - I87.2 Venska insuficijencija (kronična)(periferna)
  - I87.8 Ostale specificirane venske bolesti
  - I87.9 Bolest vene, nespecificirana

- I88 Nespecifični limfadenitis
  - I88.0 Nespecifični mezenterični limfadenitis
  - I88.1 Kronični limfadenitis, osim mezenteričnog
  - I88.8 Ostali nespecifični limfadenitisi
  - I88.9 Nespecifični limfadenitis, nespecificiran

- I89 Ostale neinfektivne bolesti limfnih žila i limfnih čvorova
  - I89.0 Limfedem, nesvrstan drugamo
  - I89.1 Limfangitis
  - I89.8 Ostale specificirane neinfektivne bolesti limfnih žila i limfnih čvorova
  - I89.9 Neinfektivna bolest limfnih žila i limfnih čvorova, nespecificirana

### (I95-I99) - Ostale i nespecificirane bolesti cirkulacijskog sustava
- I95 Hipotenzija
  - I95.0 Idiopatska hipotenzija
  - I95.1 Ortostatska hipotenzija
  - I95.2 Hipotenzija uzrokovana lijekovima
  - I95.8 Ostale hipotenzije
  - I95.9 Hipotenzija, nespecificirana

- I97 Bolesti cirkulacijskog sustava nastale nakon medicinskih postupaka, a nesvrstane drugamo
  - I97.0 Postkardiotomni sindrom
  - I97.1 Ostali funkcionalni poremećaji nakon operacije srca
  - I97.2 Sindrom limfedema nakon mastektomije
  - I97.8 Ostale bolesti cirkulacijskog sustava nastale nakon medicinskih postupaka, a nesvrstane drugamo
  - I97.9 Bolest cirkulacijskog sustava, nastala nakon medicinskih postupaka, nespecificirana

- I98* Ostale bolesti cirkulacijskog sustava u bolestima svrstanim drugamo
  - I98.0* Kardiovaskularni sifilis
  - I98.1* Kardiovaskularne bolesti u ostalim infektivnim i parazitarnim bolestima svrstanim drugamo
  - I98.2* Varikoziteti jednjaka u bolestima svrstanim drugamo
  - I98.8* Ostale specificirane bolesti cirkulacijskog sustava kod bolesti svrstanih drugamo

- I99 Ostale i nespecificirane bolesti cirkulacijskog sustava
  - I99.0 Ostale i nespecificirane bolesti cirkulacijakog sustava

## Vanjske poveznice
- MKB-10 I00-I99 2007. - WHO[neaktivna poveznica]